# Кокорины
Кокорины — деревня в Оричевском районе Кировской области в составе Спас-Талицкого сельского поселения.

## География
Расположена на расстоянии примерно 3 км по прямой на север-северо-восток от райцентра поселка Оричи.

## История
Известна с 1727 года как починок Кокоринский с 2 дворами, в 1764 году в починке было  уже 57 жителей. В 1873 году здесь (Кокоринский 2-й) дворов 14 и жителей 91, в 1905 22 и 146, в 1926 (деревня Кокорины или Кокоринский 2-й) 25 и 120, в 1950 19 и 60, в 1989 оставалось 5 постоянных жителей. Настоящее название утвердилось с 1939 года. Ныне имеет дачный характер.

## Население
Постоянное население составляло 2 человека (русские 100 %) в 2002 году, 0 в 2010.